# Ernage
Ernage is een plaats en deelgemeente van de Belgische gemeente Gembloers. Ernage ligt in de provincie Namen en was tot 1 januari 1965 een zelfstandige gemeente.
Het dorp werd een eerste maal vermeld in 946 als Asnatica of Asnatgia. De kerktoren gaat terug tot de 14e eeuw. Traditioneel was de bevolking werkzaam in de landbouw en ook in de messenmakerij.

## Geografie
Ernage heeft een oppervlakte van 825 ha. Het ligt op een hooggelegen plateau met verspreide heuvels. Het dorp ligt op 148 m hoogte. De bodem bestaat uit klei-, zand- en moerasgrond.

## Bezienswaardigheden
- De Sint-Bartholomeüskerk (Église Saint-Barthelemy) heeft een romaanse toren (11e en 12e eeuw) in schisteuze zandsteen. Drie classicistische traveeën zijn van het laatste kwart van de 18e eeuw. In 1827 werden de overige traveeën en het koor gebouwd.

## Natuur en landschap
Ernage ligt aan het gelijknamige beekje. De hoogte aan de kerk bedraagt 150 meter.

## Demografische ontwikkeling
- Bronnen:NIS, Opm:1831 tot en met 1961=volkstellingen

## Geboren
- Robert Marchal (1923-2010), politicus

## Nabijgelegen kernen
Gembloux, Cortil, Perbais, Walhain, Sauvenière
Deelgemeenten: Beuzet · Bossière · Bothey · Corroy-le-Château · Ernage · Gembloers · Grand-Leez · Grand-Manil · Isnes · Lonzée · Mazy · Sauvenière

Overige plaatsen: Baudecet · Ferooz · Golzinne · Liroux · Petit-Leez · Vichenet

Belgische gemeenten · arrondissement Namen · provincie Namen · Wallonië